# Za autonomie
Za autonomie (italsky Per le Autonomie, zkratka Aut) je skupina v italském Senátu, v různé formě aktivní od roku 2001. Od svého založení skupina zahrnuje hlavně středolevicové regionalistické strany, blízké Středolevicové koalici. Kromě nich se ve skupině tradičně angažují doživotní senátoři a v letech 2008-2013 i křesťanskodemokratická Unie středu.

## Současné složení
| Strana | Strana                     | Ideologie           | Senátoři   | Senátoři   |
| Strana | Strana                     | Ideologie           | Po volbách | Současnost |
| ------ | -------------------------- | ------------------- | ---------- | ---------- |
|        | Jihotyrolská lidová strana | Regionalismus       | 2          | 2          |
|        | Jih volá sever             | Regionalismus       | 1          | 0          |
|        | Campobase                  | Regionalismus       | 1          | 1          |
|        | Demokratická strana        | Sociální demokracie | 1          | 1          |
|        | nezávislí senátoři         | nezávislí senátoři  | 3          | 2          |
| Celkem | Celkem                     | Celkem              | 8          | 6          |